# Rosario de Acuña y Villanueva
Rosario de Acuña y Villanueva (Madrid, 1 de novembre de 1850 - Gijón, 5 de maig de 1923) va ser una escriptora, pensadora i periodista espanyola. Fou considerada ja en la seva època com una de les més avançades avantguardistes en el procés espanyol d'igualtat social de la dona i l'home —i els drets dels més febles en general. Nascuda en una família emparentada amb l'aristocràcia, es va mostrar des de molt prompte com una dona íntegra, creativa i indomable. El seu tarannà lliurepensador d'ideologia republicana i la seva curta però valenta i provocadora producció teatral, la van convertir en una figura polèmica i en objectiu de les ires dels sectors més conservadors de l'Espanya de la segona meitat del segle xix i primer quart del segle xx.

## Biografia
Filla única de Dolores Villanueva i Elices i de Felipe de Acuña i Solís, d'antiga soca aristocràtica i descendent del Bisbe Acuña, famós líder comuner. El seu naixement, segons les fonts anteriors a 2000, va ocórrer en la localitat de Pinto, poble proper a Madrid, el 1851, i segons recerques del professor Fernández Riera publicades el 2005, al carrer del Foment de la capital espanyola, el 1850. L'il·lustrat ambient familiar i una greu afecció ocular van fomentar una personalitat culta, sensible i amb una forta base intel·lectual (intensificada per la tutela paterna). Amb tan sols 17 anys, va viatjar a l'estranger, visitant l'Exposició Universal de París (1867), i més tard va residir una temporada a Roma, on el seu oncle, Antonio Benavides, era ambaixador espanyol.
La seva primera col·laboració periodística es documenta el 1874, a La Il·lustración Española y Americana, i el seu baptisme literari va ocórrer el 12 de gener de 1875, data en què es va estrenar en el Teatre del Circ, a Madrid, la seva primera obra de teatre, Rienzi el tribuno —un al·legat contra la tirania—, quan l'autora encara no havia complert els 25 anys. No solament el públic assistent, sinó crítics com Clarín o venerables dramaturgs com José de Echegaray o Núñez de Arce, li van donar el seu aplaudiment i benedicció; no en va, l'obra era una crida a la llibertat, i la nova autora -una dona- tancava files en el grup de la intel·lectualitat liberal espanyola del moment.

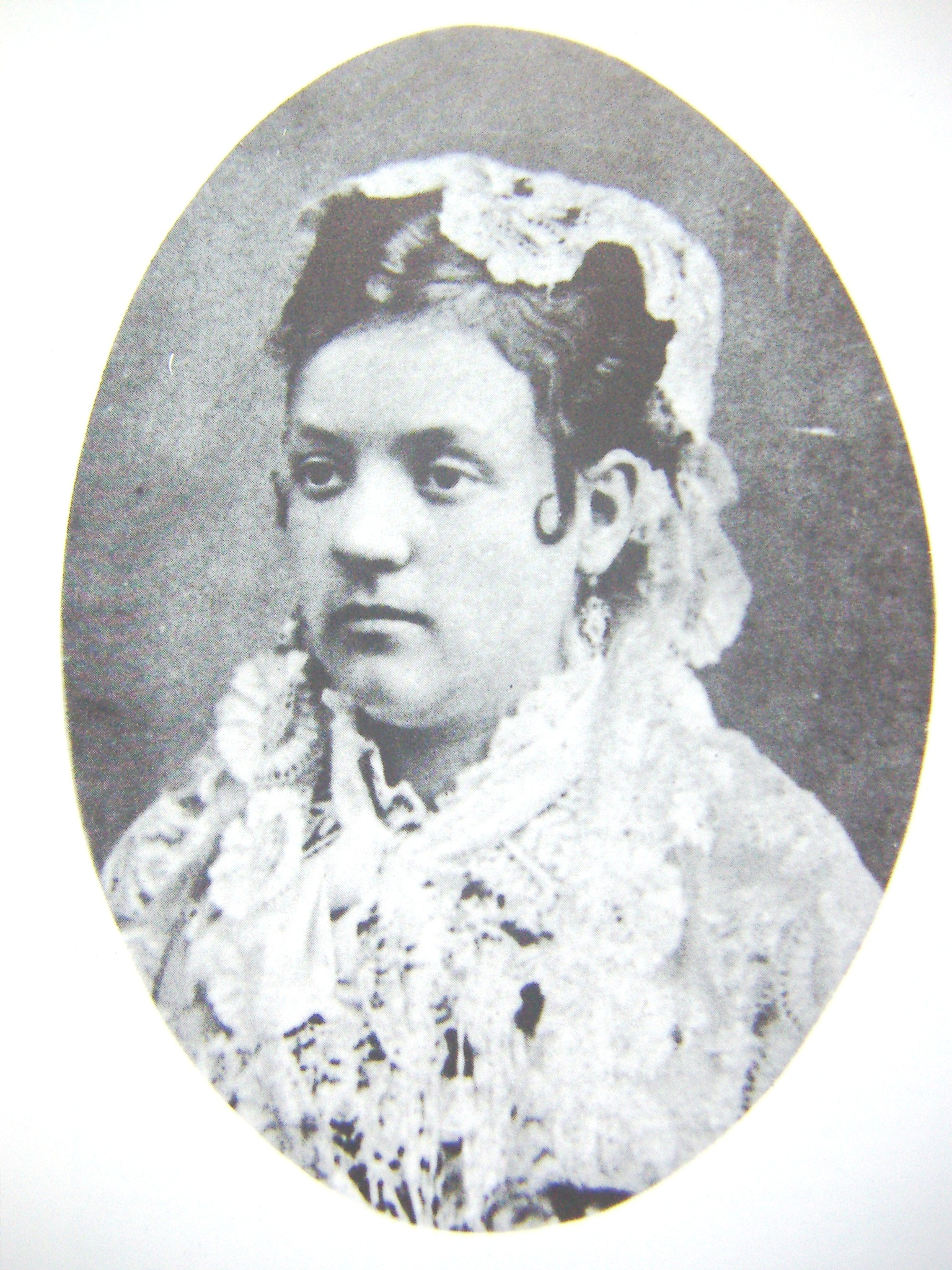
La jove Rosario de Acuña (cap a 1876).

Dos mesos després de la seva brillant estrena teatral, va contreure matrimoni amb Rafael de la Iglesia i Auset, jove de la burgesia madrilenya i tinent d'Infanteria. Abans d'acabar aquest any de 1875 es van traslladar a Saragossa, destinació militar del marit de Rosario, encara que aviat retornarien a Madrid. Va continuar Rosario de Acuña la seva labor com dramaturga i el 27 de novembre de 1878 va estrenar a l'esmentada capital aragonesa el seu segon drama Amor a la pàtria (signat amb el pseudònim "Remigio Andrés Delafón"). I dos anys després, el 6 d'abril de 1880, va estrenar en el Teatre Español de Madrid Tribunales de venjanza.
En aquest període, el seu matrimoni s'havia anat descomponent, fins que la reiterada infidelitat del seu espòs la va portar a prendre la decisió d'abandonar-lo, cosa inconcebible a l'Espanya d'aquell moment. Un altre cop important va ser la mort del seu pare el gener de 1883.
Com a periodista, Rosario de Acuña va desenvolupar tot un programa de denúncia contra la desigualtat social entre la dona i l'home i contra la institució que "no solament ho permetia sinó que ho alimentava", tasca en què van destacar, des de 1884, les seves col·laboracions amb Las Dominicales del Libre Pensamiento, setmanari madrileny fundat i dirigit per Ramón Chíes, i de costat amb Ángeles López d'Ayala. Aquest esperit bel·ligerant (o inconcebible, o lúcid, o valent, o endimoniat, en funció de qui posés l'adjectiu) la va apropar a la intel·lectualitat progressista espanyola masculina, convertint-se en la primera dona a la qual l'Ateneu de Madrid va dedicar una vetllada poètica. Va ocórrer en la primavera de 1884 i encara que l'acte en si no va passar d'una senzilla lectura poètica, no va trigar a convertir-se en un altre episodi provocatiu per als uns i emblemàtic per als altres. La seva producció, tant la creativa com la periodística, havia anat augmentant. En aquest període central de la seva vida són molt habituals les col·laboracions en els principals diaris (El Imparcial, El Liberal) i revistes espanyoles (Revista Contemporánea, La Revista de España). Autora coneguda i reconeguda va participar en els sectors socials i culturals afins al lliure pensament que recolzaven els republicans, amb proposicions tan conflictives com la separació de l'Església i l'Estat. En aquesta mateixa línia, amb 35 anys, Rosario va ingressar en una lògia d'adopció maçona, la Constante Alona d'Alacant, amb el nom simbòlic d'«Hipatia», que apareixerà des de llavors en molts dels seus escrits. En els últims anys de la dècada de 1880 va desplegar una gran activitat viatjant per Galícia, Astúries, Andalusia i la costa ibèrica.

### L'escàndol d'El padre Juan
En el llindar de l'última dècada del segle xix, Rosario de Acuña va escriure el seu drama més valent i per descomptat el més famós per atrevit i escandalós. Com que cap companyia estable s'atrevia a posar-lo en escena, l'autora va crear la seva pròpia companyia, va llogar el Teatre Alhambra de Madrid, i va estrenar El padre Juan l'abril de 1891, resultant clamorosos l'èxit i l'escàndol. Obra anticlerical per antonomàsia, acusa l'Església catòlica d'institució "manipuladora i moldejadora de consciències" i tira per terra bona part dels intocables pilars de la societat burgesa.
Però malgrat haver superat la censura prèvia i comptar amb el permís pertinent, el governador de Madrid va ordenar la clausura del teatre i la interrupció de les funcions. Rosario de Acuña decidí llavors abandonar la capital d'Espanya i fer un breu viatge per Europa. Al seu retorn, va traslladar la seva residència al poble de Cueto, als afores de Santander. La van acompanyar, a més de la seva mare, Carlos Lamo Jiménez —un jove que havia conegut a Madrid el 1886 i que ja mai l'abandonaria— i la germana de Carlos, Regina.

### Una granja avícola i una casa davant del mar
Rosario de Acuña, amant del camp i de la naturalesa, va arribar a convertir-se en una experta en avicultura i una autèntica innovadora en la seva època. Havent acudit a la primera Exposició d'Avicultura, celebrada a Madrid el 1902, i publicat en el diari El Cantàbric de Santander una col·lecció d'articles tècnics sobre aquest primitiu recurs agrari, va arribar a rebre una medalla pels seus estudis pràctics, recerques i labor de difusió de la indústria avícola, com un plantejament d'alternativa per a la dona rural.
Després que els amos de la finca santanderina en què havia muntat la granja li rescindissin el contracte —sotmesos potser a pressions de les forces conservadores—, Rosario de Acuña es va traslladar a la veïna Astúries i, amb el suport de l'Ateneu-Casino Obrer de Gijón, va iniciar el 1909 la construcció sobre un penya-segat de la seva solitària casa a "La Providència" (Gijón), en la qual habitaria ja des de 1911 fins a la seva mort.

### Exili i testament
Instal·lada a "La Providència", Rosario de Acuña desfermaria de nou la fúria en tots els estaments convencionals de l'Espanya profunda i retrògrada, amb la publicació d'un article que li envia a Luis Bonafoux, editor a París del periòdic L'Internacional («L'Internationale»), en el qual mostra la seva indignació i ironitza el succés ocorregut a Madrid, ressenyat en El Heraldo de Madrid del 14 d'octubre de 1911, a propòsit dels insults d'un grup d'estudiants a universitàries de la Universitat Central, article que, reproduït també en El Progrés de Barcelona del 22 de novembre de 1911, va causar tal escàndol que va provocar una vaga massiva d'estudiants. Para major oprobi de la història d'Espanya, el govern va decidir prendre partit del costat dels vaguistes —aquesta vegada sí— plantejant el processament de Rosario de Acuña. Davant la perspectiva d'anar a presó, Rosario de Acuña va haver d'exiliar-se a Portugal, coincidint amb la instauració de la república lusitana. Poc més de dos anys després, el 1913, va tornar de l'exili gràcies a l'indult proposat per a ella pel comte de Romanones (que 'va justificar' el perdó amb aquestes paraules: "Rosario de Acuña, que ha de tenir més anys que un palmar, ha de tornar a la Pàtria, perquè és una figura que l'honora i enalteix").
L'última bufetada als prejudicis socials i les imposicions de la tradició espanyola, va quedar escrita en el testament de Rosario de Acuña:
| «                            | "Habiéndome separado de la religión católica por una larga serie de razonamientos derivados de múltiples estudios y observaciones, quiero que conste así, después de mi muerte, en la única forma posible de hacerlo constar, que es no consintiendo que mi cadáver sea entregado a la jurisdicción eclesiástica testificando de este modo, hasta después de muerta, lo que afirmé en vida con palabras y obras, que es mi desprecio completo y profundo del dogma infantil y sanguinario, cruel y ridículo, que sirve de mayor rémora para la racionalización de la especie humana". | » |
| — Rosario de Acuña Testament | |   |

Va morir a causa d'una embòlia cerebral a la seva casa de «La Providència» el 5 de maig de 1923, i va ser enterrada en el Cementiri Civil de Gijón. En els diaris d'aquelles dates, com El Nord-oeste, ha quedat notícia que la manifestació del poble asturià va ser extraordinària.
El primer de maig de 1923, en una reunió amb els obrers xixonesos de l'esmentat Ateneu de la ciutat, havia estat última voluntat d'Acuña la representació, com a record pòstum, de la seva obra El padre Juan, "censurada pel Govern Espanyol per considerar-la racionalista". Satisfent aquest desig va ser posada en escena per la Secció Artística Obrera de l'Ateneu i representada en el Teatre Robledo de Gijón. Com el Cid Campeador, astut i mític home hispà, Rosario de Acuña, va derrotar els seus enemics una vegada més, fins i tot després de morta.

## Obra
L'obra total de Rosario de Acuña, molt extensa, abasta en la pràctica la major part de gèneres de creació escrita. Molt important va ser durant la seva vida l'escandalós èxit de la seva obra teatral, però no és menor la qualitat de bona part de la seva producció. Poden destacar-se a manera testimonial:

### Teatre
- Rienzi el tribuno (1876)

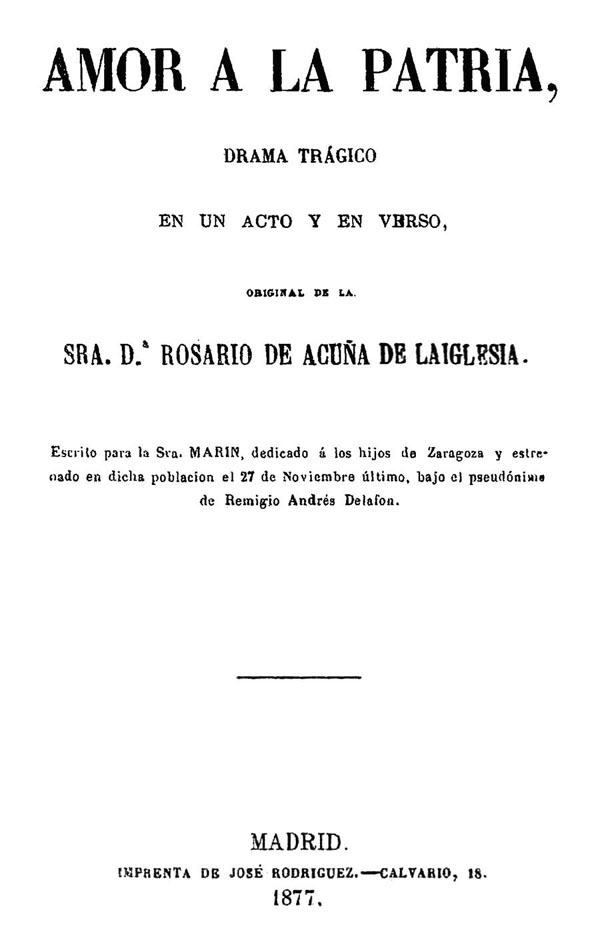
Portada del drama tràgic Amor a la pàtria (1877). Impremta de José Rodríguez, Madrid.

- Amor a la patria: drama trágico en un acto y en verso (1877)
- Tribunales de venganza (1880)
- El padre Juan (1891)
- La voz de la patria (1893)

### Poesia
- La vuelta de una golondrina (1875)
- Ecos del alma (1876)
- Morirse a tiempo: ensayo de un pequeño poema imitación de Campoamor (1879)
- Sentir y pensar (1884)

### Llibres didàctics
- La casa de muñecas (1888)
- Un certamen de insectos (1888)
- La herencia de las fieras. Misterios de un granero (1890)

### Assaig
- Influencia de la vida del campo en la familia (1882)
- El lujo de los pueblos rurales (1882)
- ¡Ateos! (1885)
- Consecuencias de la degradación femenina (1888)
- Avicultura. Colección de artículos (1902)

### Vària
- Un ramo de violetas, França: Imp. Lamiguére, (1873)
- Cosas mías (1917)
- Artículos y cuentos, Gijón: Ateneo Obrero de Gijón, 1992
- Obras reunidas, Oviedo, KRK Ediciones, 2007

## Reconeixement

### Homenatges
També a Astúries, l'Institut Asturià de la Dona promou l'Escola Feminista Rosario Acuña (que el 2014 havia arribat a la seva onzena edició).
Després de diversos intents inicials de fundacions maçòniques a Astúries, des de l'1 de maig de 2004 es va establir a Gijón la "Lògia Rosario de Acuña", dependent de l'Orde del Gran Orient de França.

### Epònims de centres educatius
Ja a la fi del segle XX la seva vella casa del penya-segat va ser convertida en Escola Taller Municipal i se li va dedicar un IES a Gijón, on anualment es convoca el "Premi per a treballs de recerca de qualitat a Astúries" que porta el seu nom.

### Centenari de la seva mort
Amb motiu de la commemoració del centenari de la seva mort, la ciutat de Gijón li fa homenatge per difondre el llegat i la vigència de la dramaturga i lliurepensadora que va ser Rosario de Acuña.